# Avena
Avena is een genus van tien tot vijftien soorten uit de grassenfamilie (Poaceae). Ze zijn inheems in Europa, Azië en Noordwest-Afrika. Het geslacht bevat de verschillende soorten haver. Eén soort, Avena sativa, wordt op grote schaal wereldwijd gecultiveerd. Alle soorten bevatten eetbare zaden, al zijn ze klein en moeilijk te oogsten bij de meeste soorten.

## Soorten

### Gecultiveerde soorten
Avena sativa, beter bekend als haver, is van groot commercieel belang als een graankorrel. Vier andere soorten worden regionaal gekweekt.
- Avena sativa - een graangewas van mondiaal belang en wordt algemeen aangeduid als "Haver".
- Avena abyssinica - Ethiopische haver, oogst beperkt tot de hooglanden van Ethiopië.
- Avena byzantina, een kleine oogst in het Midden-Oosten.
- Avena nuda - naakte haver, speelt vrijwel dezelfde rol in Europa net als A. abyssinica in Ethiopië. Het is soms opgenomen in A. sativa en werd op grote schaal geteeld in Europa.
- Avena strigosa - zwarte haver, geteeld voor veevoer in delen van West-Europa en Brazilië.

### Wilde soorten
- Avena barbata
- Avena brevis
- Avena fatua
- Avena maroccana
- Avena occidentalis
- Avena pubescens
- Avena pratensis
- Avena spicata
- Avena sterilis - Wilde haver